# الگا لادیژنسکایا

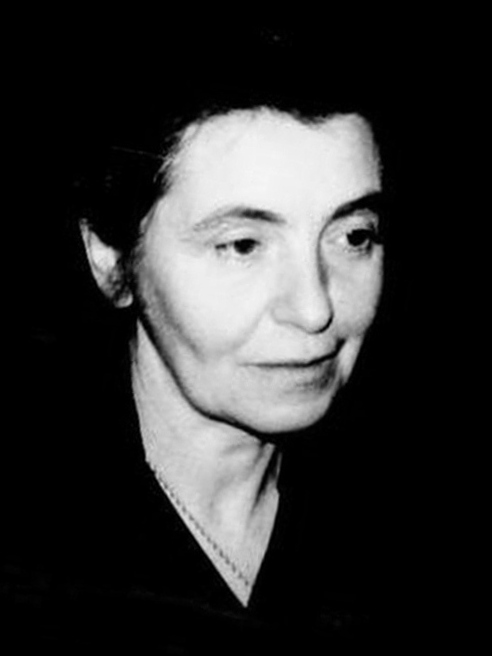
اولگا لیدیشنسکیا

اولگا الکساندرونا لادیژنسکایا (به روسی: Óльга Алекса́ндровна Лады́женская) (۷ مارس ۱۹۲۲ – ۱۲ ژانویه ۲۰۰۴) ریاضیدان روس اهل اتحاد جماهیر شوروی بود. او به خاطر کار بر روی معادله دیفرانسیل با مشتقات پاره‌ای (به خصوص مسئله ۱۹ام هیلبرت) و دینامیک سیالات مشهور است. او اولین اثبات دقیق همگرایی روش تفاضل محدود برای معادلات نویر استوکس را ارائه داد. او یکی از دانشجویان ایوان پتروسکی بود. مدال طلای لومونوسوف در سال ۲۰۰۲ به وی اهدا شد.

## زندگی‌نامه
لادیژنسکایا متولد و بزرگ شده در کولوگریف می‌باشد. او دختر یک معلم ریاضیات بود که الهام و عشق اولیه خود به ریاضیات را از او به ارث برد. در اکتبر سال ۱۹۳۷ پدرش توسط کمیساریای خلق در امور داخلی دستگر و اندکی پس از آن کشته شد. اولگای جوان تنها توانست دبیرستان را به پایان برساند و چون پدرش «دشمن خلق» بود از ورود او به دانشگاه لنینگراد جلوگیری شد.
پس از مرگ ژوزف استالین در سال ۱۹۵۳ لادیژنسکایا رساله دکترای خود را که مدت‌ها قبل از آن آماده نموده بود را دفاع نمود. او برای تدریس در دانشگاه به مؤسسه استکولو در لنینگراد رفت. او حتی پس از فروپاشی اتحاد جماهیر شوروی و کاهش ناگهانی حقوق و دستمزدها در روسیه ماند.

## انتشارات
- Ladyzhenskaya, O. A. (1969) [1963], The Mathematical Theory of Viscous Incompressible Flow, Mathematics and Its Applications, vol. 2 (Revised Second ed.), New York–London–Paris–Montreux–Tokyo–Melbourne: Gordon and Breach, pp. XVIII+224, MR 0254401, Zbl 0184.52603.
- Ladyženskaja, O. A.; Solonnikov, V. A.; Ural'ceva, N. N. (1968), Linear and quasi-linear equations of parabolic type, Translations of Mathematical Monographs, vol. 23, Providence, RI: American Mathematical Society, pp. XI+648, MR 0241821, Zbl 0174.15403.
- Ladyzhenskaya, Olga A.; Uralt'seva, Nina N. (1968), Linear and Quasilinear Elliptic Equations, Mathematics in Science and Engineering, vol. 46, New York and London: Academic Press, pp. XVIII+495, MR 0244627, Zbl 0164.13002.
- Ladyzhenskaya, O. A. (1985), The Boundary Value Problems of Mathematical Physics, Applied Mathematical Sciences, vol. 49, Berlin–Heidelberg–New York: Springer Verlag, pp. XXX+322, ISBN 0-521-39922-X, MR 0793735, Zbl 0588.35003 (translated by Jack Lohwater).
- Ladyzhenskaya, O. A. (1991), Attractors for Semigroups and Evolution Equations, Lezioni Lincee, Cambridge: Cambridge University Press, pp. xi+73, MR 1133627, Zbl 0755.47049.

## یادداشت
1. ↑  نگاه کنید به مرجع Bolibruchهای Osipov و سینا 2006و همچنین نظر پیتر سهل انگاری در (Pearce 2004).
2. ↑  نگاه کنید به، بیوگرافی، با , معما (2010) از شرح حال زنان ریاضیدانانمادر اگنس اسکات کالج.